# Dagmar Knudsen
Dagmar Knudsen, vollständiger Name Dagmar Regine Knudsen, (* 23. August 1956 in Rendsburg) ist eine ehemalige deutsche Marathonläuferin.
1987 wurde sie Gesamtzweite beim Rhein-Ruhr-Marathon und belegte damit den zweiten Platz bei den Deutschen Meisterschaften im Marathon. Im Jahr darauf wurde sie Sechste beim Hamburg-Marathon und gleichzeitig Fünfte bei den Deutschen Meisterschaften.
1989 erreichte sie beim IAAF-Weltcup-Marathon nicht das Ziel und wurde erneut Deutsche Vizemeisterin. 
1996 beendete sie ihre leistungssportliche Karriere und wirkt seitdem in der Organisation des von ihrem Verein LAV Husum ausgerichteten Husumer Wintermarathons, den sie als Rekordsiegerin zwischen 1985 und 1995 sechsmal für sich entschied.

## Persönliche Bestzeiten
- 5000 m: 16:48,7 min, 3. September 1988, Flensburg
- 10.000 m: 34:46,8 min, 19. August 1987, Fahrdorf
- Halbmarathon: 1:17:28 h, 14. Februar 1993, Drelsdorf
- Marathon: 2:36:48 h, 24. April 1988, Hamburg (aktueller schleswig-holsteinischer Rekord; Stand 2010)